# Kukulova
Kukulova je ulice v Praze, v městských částech Praha 5 a Praha 6, ve čtvrtích Motol a Břevnov. Ulice spojuje Plzeňskou ulici s křižovatkou Vypich.
Je pojmenována po českém lékaři, profesorovi chirurgie a rektorovi Univerzity Karlovy Otakaru Kukulovi.

## Trasa ulice
Ulice začíná na mimoúrovňové křižovatce s Plzeňskou ulicí, odtud pokračuje severovýchodním směrem kolem areálu fakultní nemocnice v Motole. U autobusové zastávky Nemocnice Motol se stáčí k východu ke křižovatce se Šafráneckou ulicí. Krátce za touto ulicí se otáčí na západní směr, na konci této otočky se kříží s ulicí Podbělohorskou a po další otočce k severozápadu se kříží s Bělohorskou. Dále pak již pokračuje ulice Ankarská.